# Toto (sastav)
Toto je bio američki rock sastav osnovan 1977. godine u Los Angelesu. Glazbeni stil im je obilježen kombinacijom elemenata popa, rocka, soula, funka, progresivnog rocka, hard rocka, R&B-a bluesa i jazza. Najpoznatiji su po hitovima "Africa", "Rosanna" i "Hold the Line" s kojima su zasjeli na vrhove glazbenih ljestvica diljem svijeta. Najveći komercijalni uspjeh doživjeli su krajem 1970-ih i tijekom 1980-ih. Prodali su više od 40 milijuna albuma i osvojili 6 nagrada Grammy. 
Sastav je 2019. godine objavio kako je Totu došao kraj.

## Životopis
Grupa je osnovana 1977. godine u Los Angelesu. Osnivači su bili David Paich, Steve Lukather, Bobby Kimball, braća Steve i Jeff Porcaro te David Hungate. Članovi su se sreli u srednjoj školi i studijskim sesijama za vrijeme 1970-ih, kad su postali jedni od najzaposlenijih sesijskih glazbenika u povijesti. 
Sastavljen od uglavnom sesijskih glazbenika, Toto kao da je došao od niotkuda. Nisu bili toliko poznati u klubovima kao ostali glazbenici koji su izdali singl. Njihova slava u studiju bila im je dovoljna. Među ostalim kontribucijama, originalni članovi svirali su na Boz Scaggovom hit-albumu Silk Degrees. David Paich, David Hungate i Jeff Porcaro pisali su pjesme i nastupali na tom albumu. 
Toto je izdao svoj prvi album 1978., temeljan na njihovom TOP 10 hitu Hold The Line, koji je prodan u dva milijuna primjeraka. Iduća dva albuma, Hydra i Turn Back, nisu imali toliko uspjeha, no Toto IV (iz 1982.) imao je njihov best-seller hit Africa i TOP 10 hit Rosanna. Toto IV je bio vrlo uspješan album, osvojivši nekoliko Grammyja, između ostalog za album godine (1983.) i za pjesmu godine ([Rosanna). Pjesma Rosanna dobila je ime po tadašnjoj djevojci Stevea Porcara, Rosanni Arquette.
Ime grupe je izazvalo male probleme i podsmjeh kada su prvi put nastupali na turneji u Japanu (1979. – 1980.) ("TOTO" je japanska marka sanitarnih proizvoda). Dvije njihove pjesme našle su se u video-igrama. Hold The Line može se čuti u video-igri Grand Theft Auto: San Andreas na radio postaji 'K-DST', a pjesma Africa u video-igri Grand Theft Auto: Vice City na radio postaji 'Emotion 98.3'. Pjesma Rosanna mogla se čuti 2002. godine u NBC-evoj seriji Will & Grace, u epizodi kada lik Grace Adler ide na spoj s prijateljem iz srednje škole, koji joj (pobrkavši Rosanna s Grace Adler) otpjeva pjesmu. Glazba grupe Toto često se pojavljuje u seriji Stažist.

## Sastav

### Originalni sastav (1978.)
- David Paich – vokal i klavijature
- Steve Lukather – gitara i vokal
- Bobby Kimball – vokal
- Steve Porcaro – klavijature
- David Hungate – bas-gitara
- Jeff Porcaro – bubnjevi

### Promjene
- 1984. – Mike Porcaro (brat Jeffa i Stevea) pridružio se grupi na basu zamijenivši Hungatea. Iste godine, Bobby Kimball napustio je grupu i zamijenjen je s Dennisom "Fergiem" Frederiksenom, kojeg je nedugo zatim zamijenio Joseph Williams, sin poznatog skladatelja Johna Williamsa.

- 1988. – Steve Porcaro napušta grupu.

- 1990. – Jean Michel-Byron zamjenjuje Josepha Williamsa, a kod snimanja albuma Past to Present 1977 – 1990 Steve Lukather je postao pjevač grupe.

- 5. kolovoza 1992. – Jeff Porcaro umire od trovanja pesticidom, špricajući jabuke bez zaštitne maske na svom ranču, što je za njega kao astmatičara imalo pogubne posljedice. Studijski snimak s njim u postavi ipak je izašao na idućem albumu Kingdom of Desire. Grupa je uključila britanskog bubnjara Simona Phillipsa.

- 1999. – Bobby Kimball se vraća u grupu nakon 15 godina odsutnosti.

- 2004. – Greg Phillinganes pridružuje se grupi na mjestu Davida Paicha za vrijeme turneje, a 2005. se službeno pridružuje grupi.

### Trenutni sastav
- David Paich – vokal i klavijature
- Steve Lukather – gitara i vokal
- Joseph Williams – vokal
- Steve Porcaro – klavijature
- Shannon Forest – bubnjevi
- Shem Von Schroek – bass gitara i vokal
- Lenny Castro – perkusije
- Warren Ham – flauta, vokal i perkusije

## Diskografija
- 1978. Toto
- 1979. Hydra
- 1981. Turn Back
- 1982. Toto IV
- 1984. Isolation
- 1984. Dune – OST
- 1986. Fahrenheit
- 1988. The Seventh One
- 1990. Past to Present 1977 – 1990 (kompilacija)
- 1992. Kingdom of Desire
- 1993. Absolutely Live
- 1995. Tambu
- 1998. Toto XX
- 1999. Mindfields
- 1999. Livefields
- 2002. Through the Looking Glass
- 2003. Live in Amsterdam
- 2006. Falling In Between
- 2007. Falling In Between Live (CD i DVD)
- 2014. 35th Anniversary Live In Poland
- 2015.  Toto XIV
- 2018.  Old Is New

## Vanjske poveznice
- Službena stranica